# Huvenhoopssee
Der Huvenhoopssee ist ein ca. 4 ha großer See in der Nähe der Ortschaft Augustendorf nordwestlich von Zeven im Elbe-Weser-Dreieck in Niedersachsen.
Er liegt im Naturschutzgebiet Huvenhoopsmoor, einem der wenigen unberührten Moorgebiete zwischen Elbe und Weser. Das Hochmoor ist zwischen 1 und 3 Meter tief und von einer morastigen Zone aus Schwingrasen umgeben.
Neben der vielfältigen Pflanzenwelt mit Heidekraut, Moorbirken, Sonnentau, Torfmoosen und Wollgras gibt es auch zahlreiche seltene Vogelarten. Man findet hier Bekassine, Birkhuhn, Brachvogel, Raubwürger und Sumpfohreule.